# جون كلارك (ممثل أمريكي)
جون كلارك (بالإنجليزية: John Clark)‏ هو ممثل أمريكي، ولد في 18 يناير 1933 في نيوجيرسي في الولايات المتحدة، وتوفي في 9 سبتمبر 2011 في سانت أوغسطين في الولايات المتحدة.

## وصلات خارجية
- جون كلارك على موقع IMDb (الإنجليزية)
- جون كلارك على موقع أول موفي (الإنجليزية)
- جون كلارك على موقع قاعدة بيانات الفيلم (الإنجليزية)
- جون كلارك على موقع كينوبويسك (الروسية)